# Хоредж
Хоредж (таб. Хирижв) — село в Хивском районе Дагестана. Административный центр сельского поселения «Сельсовет Хореджский».

## География
Село расположено в 3,5 км к западу от административного центра района — с. Хив, на северо-востоке граничит с селением Лака.

## История
Село считается одним из старейших в районе. Об этом говорят народные предания, многочисленные материальные источники в виде надписей на многовековых могильных камнях, захоронения в три слоя, найденные в последние годы в районе новостроек бронзовые и железные наконечники стрел, каменные и железные орудия труда.
В 1936 году был образован колхоз имени Ворошилова. В последующем колхоз был объединен с соседним лакинским и назван именем С. М. Кирова.
В 1984 году постановлением Верховного Совета ДАССР был образован сельский совет. Хоредж и соседнее село Лака составляли один сельский совет.

## Население
| \| 1926[2] \| 1939[3] \| 1970[4] \| 1989[5] \| 2002[6] \| 2010[7] \| 2021[8] \| \| ------- \| ------- \| ------- \| ------- \| ------- \| ------- \| ------- \| \| 640 \| ↗821 \| ↘632 \| ↘621 \| ↗886 \| ↗1079 \| ↘741 \| 250 500 750 1000 1250 1500 1939 2021 |      |      |      |      |       |      |
| 1926 | 1939 | 1970 | 1989 | 2002 | 2010  | 2021 |
| 640 | ↗821 | ↘632 | ↘621 | ↗886 | ↗1079 | ↘741 |

## Инфраструктура
- Детский сад на 100 мест[9]
- Средняя общеобразовательная школа на 216 мест[10]
- Библиотека
- Фельдшерско-акушерский пункт
- Спортивный зал
- Мечеть[1]
- Также в 2015-м году была проведена реконструкция сельского моста[11]

## Известные уроженцы
- Мусаев Сейбала Уруджевич (1937 - 19.01.2022) — администратор с. Хоредж и с. Лака с 1990 по 1998 г., директор МКОУ «Хореджская СОШ» с 1977 по 1986 г.
- Галимов Галим Исрафилович — бывший глава города Дагестанские Огни[12], депутат Народного Собрания Республики Дагестан, с 1987 по 1993 г. был начальником Агульского РОВД, а с 1993 по 1995 г. — зам.начальника Дербентского ГОБЛ.[13][14]
- Асланов Марат Асланович — депутат народного собрания Республики Дагестан, экономист-маркетолог, юрист, меценат, с ноября 2012 — руководитель попечительского совета детского реабилитационного центра «Аревик» г. Санкт-Петербург.[15][16]

## Интересные факты
Село было выбрано в качестве места для съёмок этно-проекта «Возвращение. Проживи жизнь предков», от телеканала «Дагестан» и компании «Тарковский».
В 2017-м году 12 участниц разного возраста, национальностей, интересов и взглядов приехали в село Хоредж Хивского района, где их ждут три недели жизни в тех же условиях, в каких жили их предки. Они будут готовить еду, доить корову и ухаживать за ней, делать кизяки, косить траву, копать картошку и по несколько раз в день ходить за водой. Во время проекта участницы не могут пользоваться мобильными устройствами.

Через каждые два дня будет выбывать одна участница, которая получит утешительный приз. Трансляция шоу начнется в сентябре. Победителя определят путем смс-голосования. Главный приз — 100 тысяч рублей.

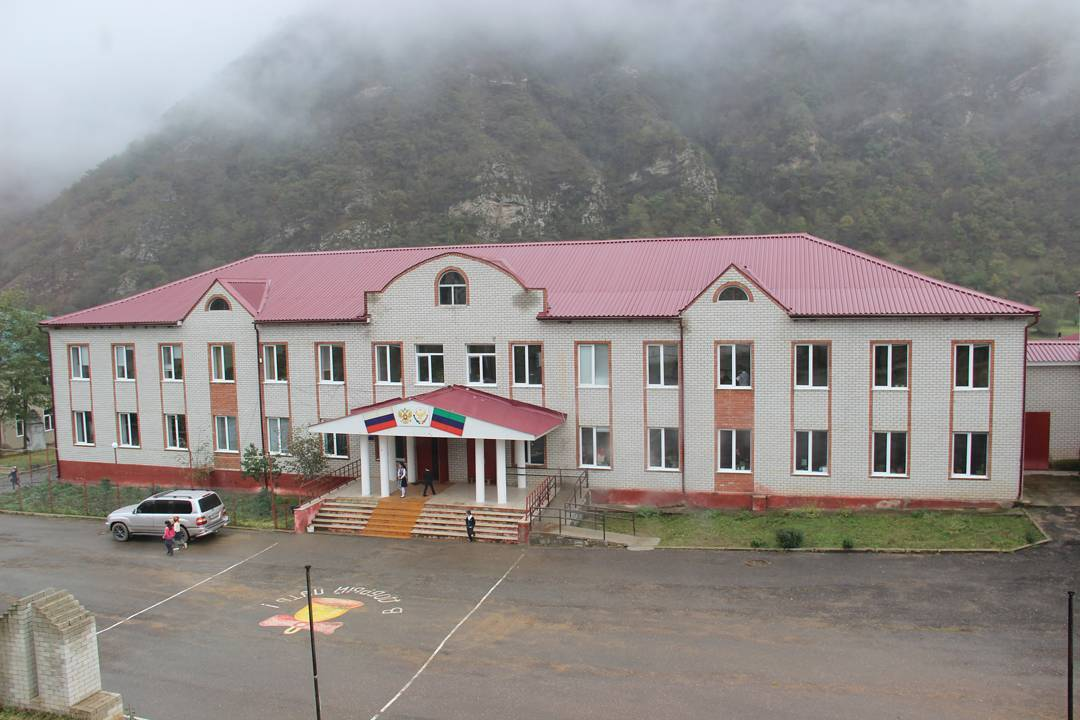
СОШ с. Хоредж, Хивского района